# Sarothrias fijianus
Sarothrias fijianus är en skalbaggsart som beskrevs av Ivan Löbl och Burckhardt 1988. Sarothrias fijianus ingår i släktet Sarothrias och familjen Jacobsoniidae. Inga underarter finns listade i Catalogue of Life.